# Benedikt Höwedes
Benedik Höwedes (Haltern, 29 de fevereiro de 1988) é um ex-futebolista alemão que atuava como zagueiro ou lateral-esquerdo. 

## Carreira

### Schalke 04
Integrante do Schalke 04 desde as categorias de base, estreou pela equipe principal no dia 3 de outubro de 2007, contra o Rosenborg, pela Liga dos Campeões da UEFA. Tornou-se capitão da equipe em agosto de 2011, após a saída de Manuel Neuer.

### Lokomotiv Moscou
No dia 31 de julho de 2018, foi confirmada a sua transferência para o Lokomotiv Moscou, da Rússia, por cerca de cinco milhões de euros.

### Aposentadoria
Anunciou oficialmente a aposentadoria no dia 31 de julho de 2020, aos 32 anos.

## Seleção Nacional
Höwedes estreou pela Seleção Alemã principal no dia 29 de maio de 2011, contra o Uruguai. No ano seguinte esteve na lista dos convocados por Joachim Löw para disputar a Euro 2012, realizada na Polônia e na Ucrânia. Já em 2014, foi chamado para disputar a Copa do Mundo realizada no Brasil, na qual a Alemanha sagrou-se tetracampeã mundial. Zagueiro de origem, Höwedes atuou em todos os sete jogos da competição como lateral-esquerdo.

## Títulos
Schalke 04
- Copa da Alemanha: 2010–11
- Supercopa da Alemanha: 2011

Juventus
- Serie A: 2017–18
- Copa da Itália: 2017–18

Seleção Alemã
- Eurocopa Sub-21: 2009
- Copa do Mundo FIFA: 2014

Lokomotiv Moscou
- Copa da Rússia: 2018–19